# Cyclopoliarus hispaniolae
Cyclopoliarus hispaniolae är en insektsart som beskrevs av Ronald Gordon Fennah 1971. Cyclopoliarus hispaniolae ingår i släktet Cyclopoliarus och familjen kilstritar. Inga underarter finns listade i Catalogue of Life.